# Moschus cupreus
Moschus cupreus is een zoogdier uit de familie van de muskusherten (Moschidae). De wetenschappelijke naam van de soort werd voor het eerst geldig gepubliceerd door Grubb in 1982.
Moschus anhuiensis · Oost-Chinees muskushert (M. berezovskii) · Himalayamuskushert (M. chrysogaster) · Kashmirmuskushert (M. cupreus) · Zwart muskushert (M. fuscus) · Witbuikmuskushert (M. leucogaster) · Siberisch muskushert (M. moschiferus)